# Rodrigo de Sousa Coutinho
Rodrigo Domingos de Sousa Coutinho Teixeira de Andrade Barbosa, primer conde de Linhares, (Chaves, 4 de agosto de 1745-Río de Janeiro, 26 de enero de 1812) fue un diplomático y político portugués de destacada participación en la política de Portugal y de Brasil a inicios del siglo xix.

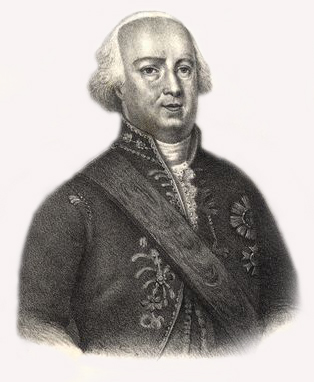
Sousa Coutinho

## Biografía
Nacido en una familia de la antigua aristocracia portuguesa, siendo biznieto del 10.º conde do Redondo, y fue ahijado de nacimiento del famoso ministro Jose Carvalho e Melo, el futuro marqués de Pombal. Cursó estudios en el Colégio dos Nobres y luego siguió la carrera de leyes en la Universidad de Coímbra. 
Aprovechando su linaje aristocrático, prestó servicios en la diplomacia tras la muerte del rey José I de Portugal en 1777 siendo enviado como ministro extraordinario y plenipotenciario a la corte del Reino de Cerdeña, en Turín, el año 1779. Allí casó con una aristócrata italiana y pasó casi diecisiete años de servicios, siendo llamado de vuelta a Portugal a mediados de 1796, pero todo ese tiempo fue bien aprovechado por Sousa Coutinho para evaluar el poderío de los diversos Estados europeos, así como los ejes que deberían guiar la política exterior portuguesa, definiendo una posición propia de mantener la alianza con Gran Bretaña y recelar del poder de Francia.
De vuelta en Lisboa, Sousa Coutinho fue encargado por el rey Juan VI de Portugal del despacho de la secretaría de Marina y Dominios ultratarinos, pero pronto su inteligencia y conocimiento del medio europeo le dieron influencia en la política de Portugal, más allá de los límites de su cargo, tanto en materias de finanzas como de comercio y diplomacia. 
Seguidor convencido de la Ilustración y del despotismo ilustrado, Sousa Coutinhno estimuló ideas de renovación intelectual y progreso económico para poner fin al peligroso estancamiento de Portugal ante el resto de Europa, siendo además notable admirador del poder naval de Gran Bretaña. De 1801 a 1803 se desempeñó como presidente del Erario Real, pero sus discrepancias con el rey Juan VI le forzaron al retiro de los cargos públicos. 
Cuando la situación política de Portugal se vio amenazada por la influencia de Napoleón Bonaparte y su Bloqueo Continental, el rey Juan VI llamó de nuevo al anglófilo Sousa Coutinho como ministro. En esta nueva y complicada etapa, Sousa Coutinho promovió ante el monarca la idea que Portugal mantenga su antigua alianza con Gran Bretaña y rechazara las pretensiones de la Francia napoleónica, entendiendo que la corte portuguesa podía y debía trasladarse a Brasil en caso de emergencia, pero no sujetarse a las ruinosas exigencias francesas. 
Tras unas primeras dudas del rey y de la corte, la entrada de tropas francesas en España por la alianza entre Carlos IV y Napoléon hizo válidas las propuestas de Sousa Coutinho, fue así que a fines de noviembre de 1807 la corte portuguesa migró a Brasil en masa desde el puerto de Lisboa, incluyendo en este éxodo a toda la familia real, aristócratas, clérigos, militares, y funcionarios, entre los que se hallaba Sousa Coutinho.
Ya instalado en suelo brasilero con el resto de la corte portuguesa, Sousa Coutinho mantuvo su influencia sobre el rey Juan VI, patrocinando la siderurgia a escala masiva en Brasil —especialmente en Minas Gerais—, impulsando la creación de industrias en la colonia y dinamizando el comercio así como la apertura comercial de puertos brasileros a los británicos, recibiendo por estos servicios el título de conde de Linhares en diciembre de 1808. 
En paralelo, Sousa Coutinho intentó que Gran Bretaña apoyara su proyecto de anexar la Banda Oriental a Portugal para «protegerla de un ataque francés», o inclusive que la esposa española del rey Juan VI, Carlota Joaquina de Borbón, asumiera el Gobierno del Virreinato del Río de la Plata pretextando que el resto de la familia real de España era prisionera de Napoleón desde mayo de 1808. Tales planes expansionistas fueron rechazados por el Gobierno británico de George Canning para no dañar la alianza hispano-británica contra Francia durante las guerras napoleónicas.
Tras fallar estos proyectos, Sousa Coutinho luchó para que las convulsiones políticas surgidas por la independencia de la Argentina no afectasen el dominio portugués sobre Brasil y que las Provincias Unidas del Río de la Plata no cuestionaran los viejos límites territoriales fijados por España y Portugal para sus colonias sudamericanas en el siglo xviii, alentando en paralelo el conservadurismo político entre los independentistas argentinos. 
Tras años de servicios a la corona lusitana en dos continentes, murió en su palacio de Río de Janeiro en enero de 1812.